# Nueva Germania
Nueva Germania (Neugermanien/Neues Deutschland) ist ein Dorf im ländlichen Teil von Paraguay, circa 150 km nördlich von Asunción. Es wurde im März 1886 von Bernhard Förster sowie einer Handvoll deutscher Siedler gegründet, darunter seiner Frau Elisabeth Förster-Nietzsche, der Schwester von Friedrich Nietzsche.

## Geschichte
Förster, ein deutscher Schulmeister, plante mit der Gründung von Nueva Germania ein sozialistisches Reich von rein deutscher Rasse und Kultur, ein Germanenparadies in Südamerika aufzubauen. Der aus Jena stammende Förster war ein Vertreter völkischer Ideen und war wegen seines militanten Antisemitismus aus dem Schuldienst entlassen worden. Unter anderem machte er Juden für den „Verfall deutscher Tugenden“ verantwortlich. Nach dem Suizid Försters, der die Vermischung der Siedler mit der indigenen Bevölkerung nicht verhindern konnte und bereits hochverschuldet war, setzte der Niedergang der Kolonie ein.
Die sächsischen Siedler waren auf die Bedingungen in Südamerika nicht vorbereitet gewesen und besaßen keine Erfahrung in tropischer Landwirtschaft. Zudem war Nueva Germania in der Trockenzeit vom Umland abgeschnitten. Die Kolonie verfiel in Hunger und Armut. Nachdem ihr Versuch scheiterte, ihren berühmten Bruder Friedrich nach Nueva Germania zu holen, verließ 1892 auch Elisabeth Paraguay. Fünfundzwanzig Familien, die sich eine Heimreise nicht leisten konnten, blieben zurück. Die Kolonie besteht noch heute, ist aber von Abwanderung betroffen. Im Jahr 2002 lebten noch etwa 800 deutschsprachige Nachfahren der Siedler in Nueva Germania.

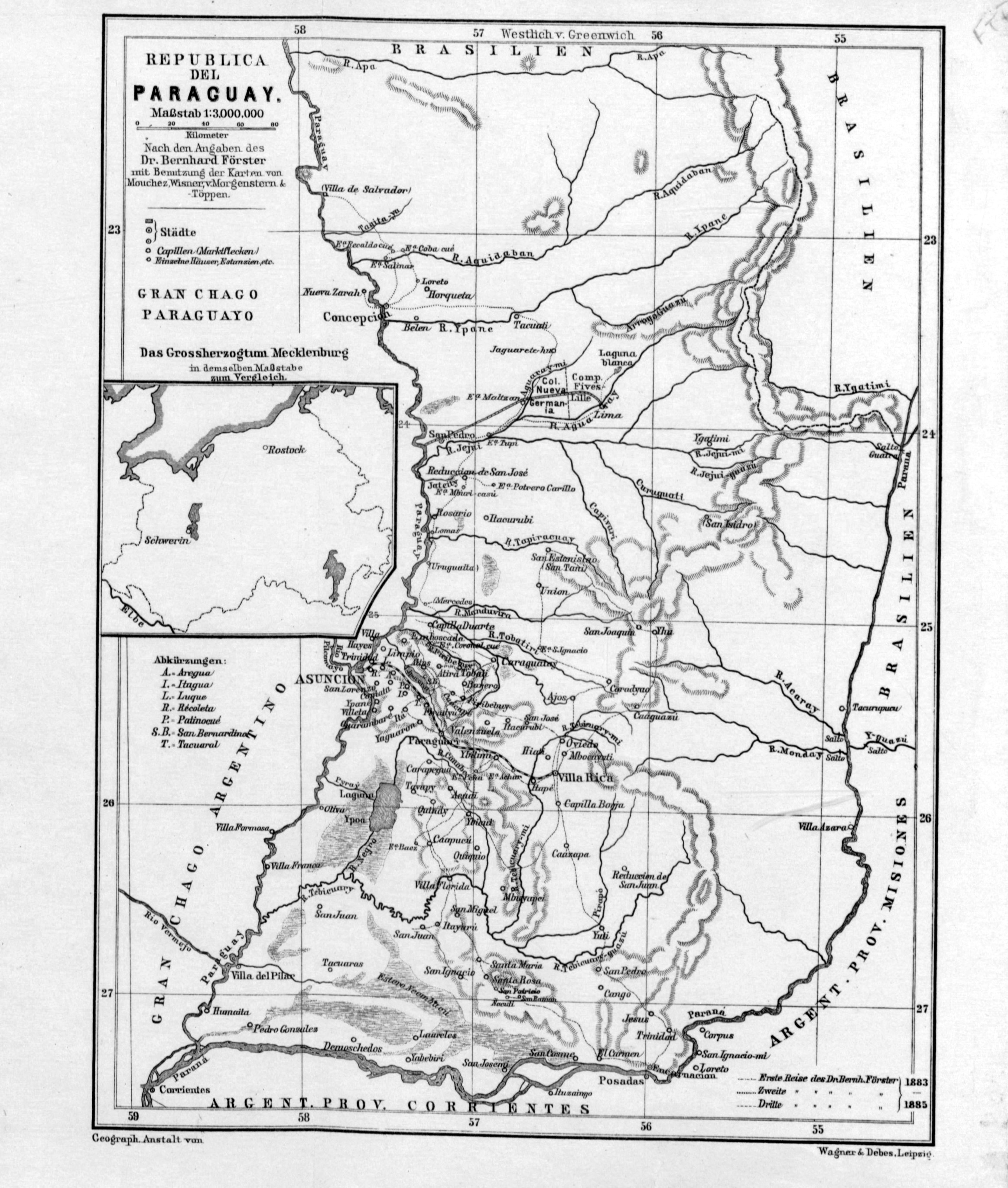
Lage in Paraguay
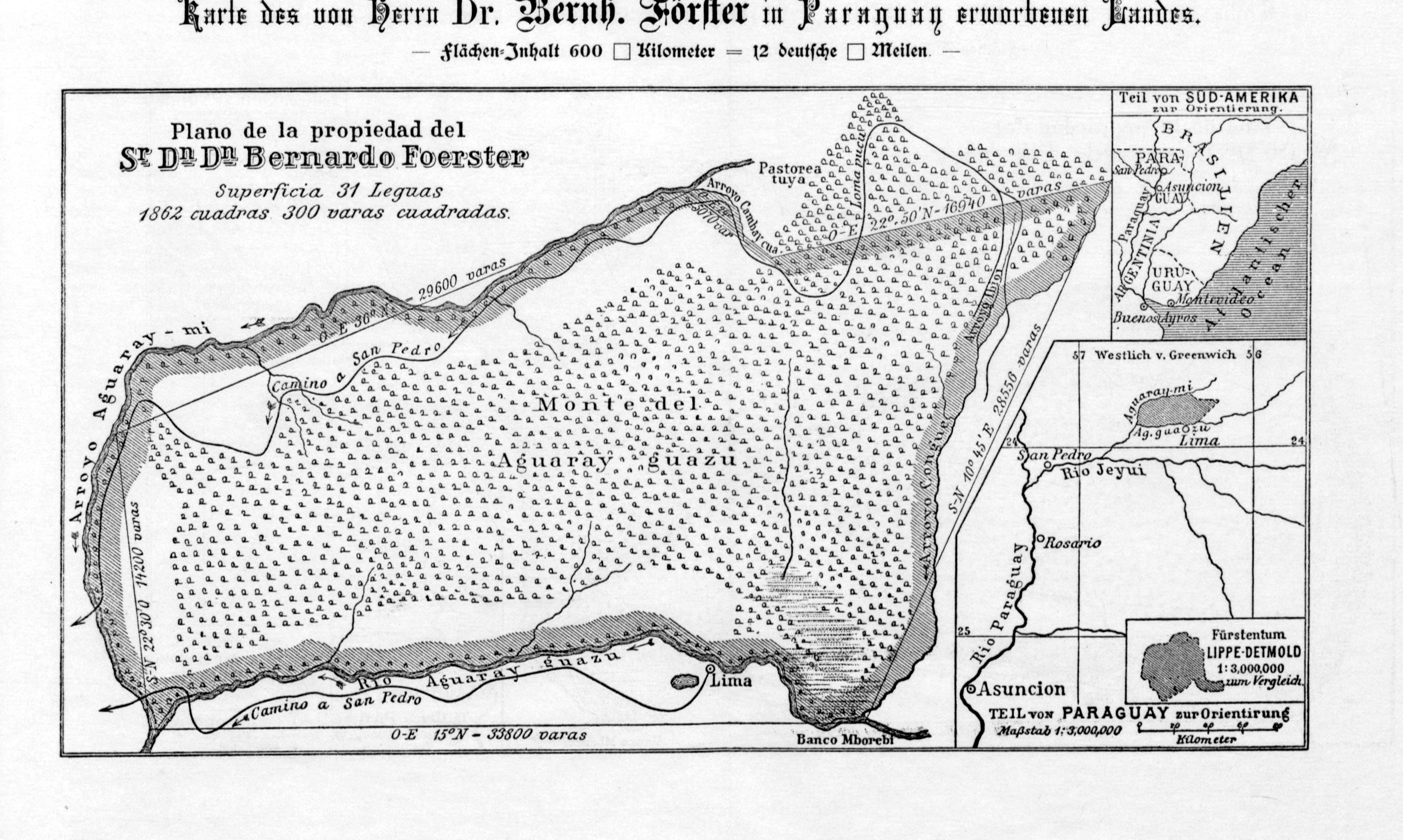
Gekauftes Gebiet
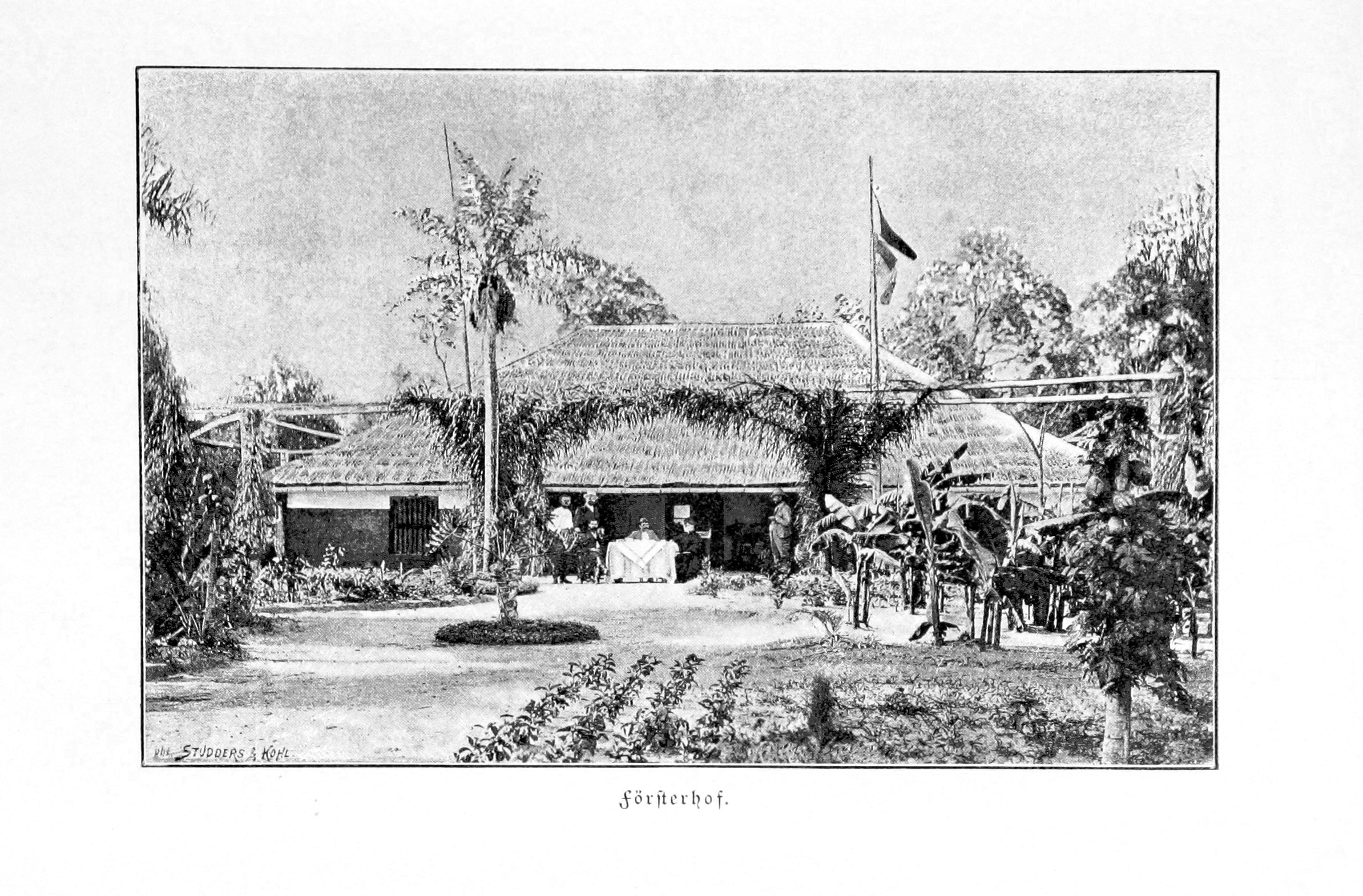
Försterhof
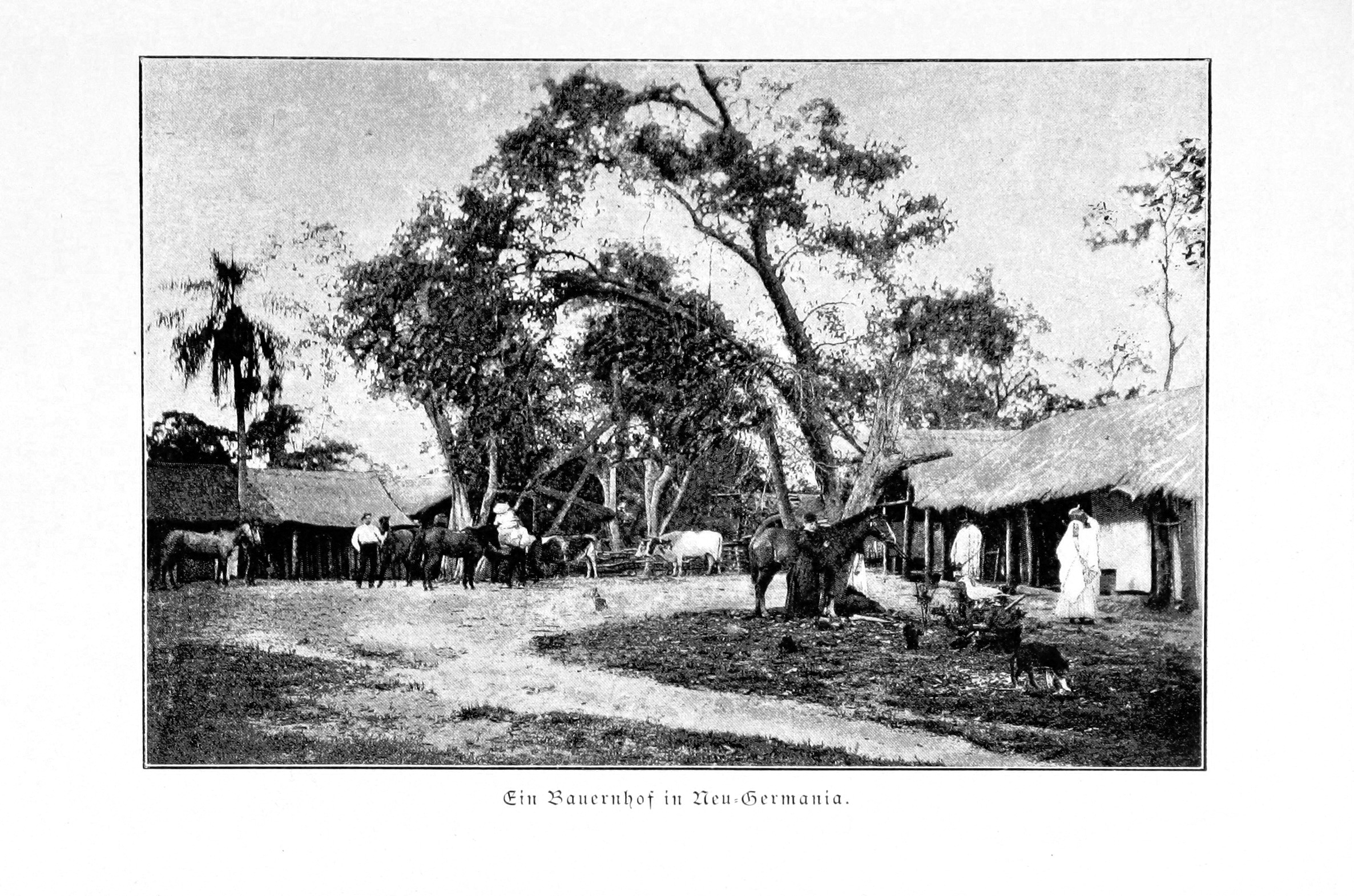
Ein Bauernhof in Neu-Germania
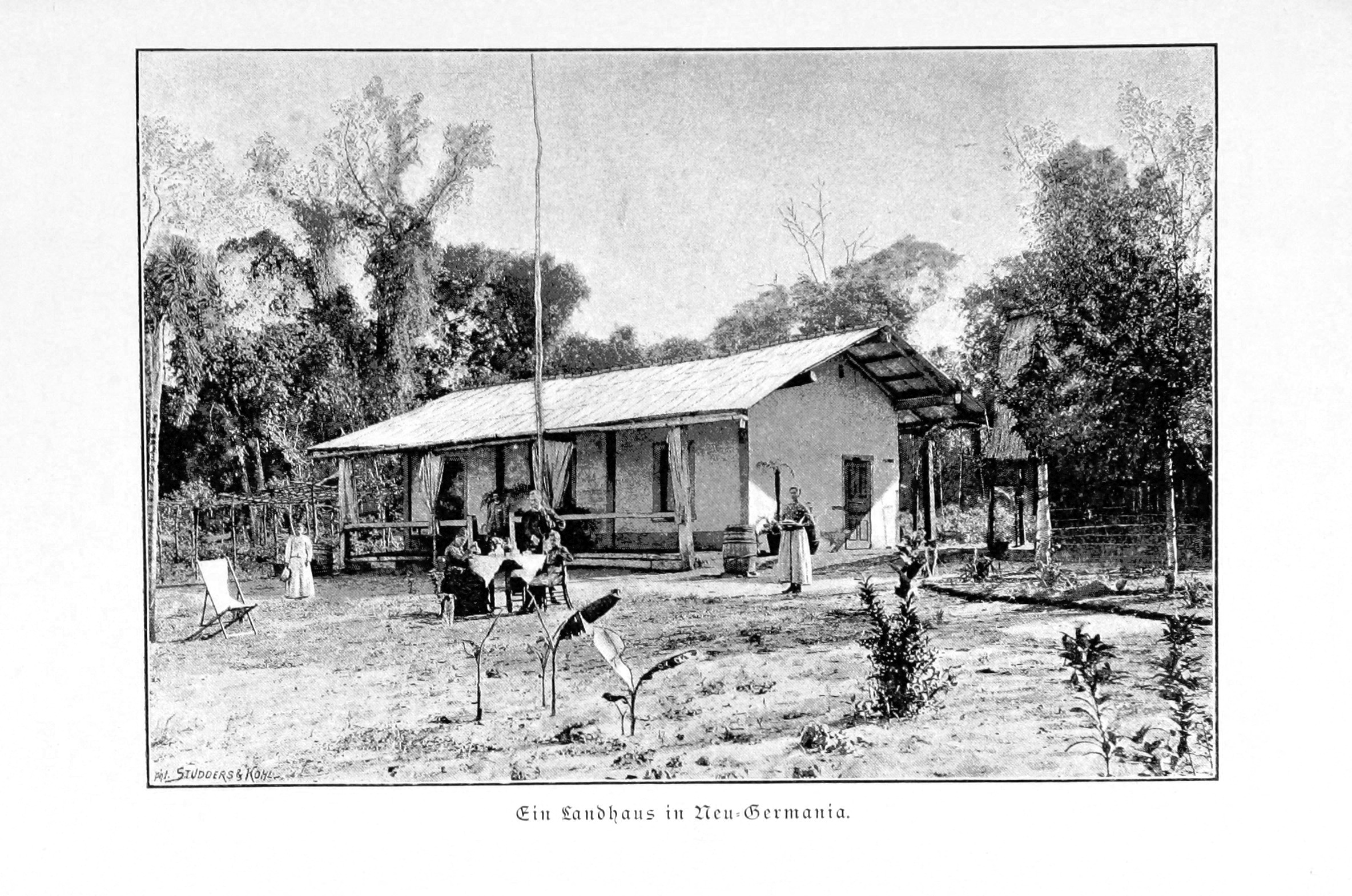
Ein Landhaus in Neu-Germania

Das Projekt erfuhr wieder propagandistische Bedeutung in der Zeit der Diktatur von Alfredo Stroessner, Sohn eines Deutschen und einer paraguayischen Kreolin.
Die ursprüngliche Siedlung ist Gegenstand eines deutschen Forschungsprojektes, bei dem es um gesellschaftliche Dimensionen von Ressourcen geht. Dabei untersuchten im Jahr 2022 die Archäologen Natascha Mehler und Attila Dészi Bauten und Parzellen aus der Gründungsphase der Kolonie.
Nach der Volkszählung von 2002 hatte Nueva Germania 4202 Einwohner, von denen 840 (20 %) angaben, Deutsch in irgendeiner Form zu sprechen. Unter den jüngeren Bewohnern waren deutsche Sprachkenntnisse noch ähnlich weit verbreitet wie unter den Älteren.
Heutzutage ist Nueva Germania eine ruhige und relativ arme Gemeinde im Bezirk San Pedro. Die drei hauptsächlich gesprochenen Sprachen sind Spanisch, Guaraní und Deutsch. Die Gründungsgeschichte der Stadt hat dazu geführt, dass die Mischung aus deutscher und paraguayischer Kultur als gemeinsames Erbe der Stadt gefeiert wird und die Einwohner bezeichnen sich selbst als Germanino. Wie Jonatan Kurzwelly in seinem Buch „People and Identities in Nueva Germania“ (Menschen und Identitäten in Nueva Germania), das auf einer langjährigen ethnografischen Untersuchung der Stadt basiert, beschreibt, identifizieren sich die Menschen in verschiedenen Situationen als Deutsche, Paraguayer oder Germaninos.